# Diocèse de Tarija
Le diocèse de Tarija (en latin : Dioecesis Tariiensis ; en espagnol : Diócesis de Tarija) est un diocèse de l'Église catholique de la Bolivie suffragant de l'archidiocèse de Sucre.

## Territoire

Diocèse de Tarija

Il comprend le département de Tarija sauf une partie de la province de Gran Chaco qui appartient au vicariat apostolique de Camiri. Son territoire est d'une superficie de 20 192 km divisé en 27 paroisses. 
L'évêché est dans la ville de Tarija où se trouve la cathédrale saint Bernard. Le sanctuaire de Notre-Dame de Chaguaya est un lieu de pèlerinage du diocèse. 

## Histoire
Le diocèse est érigé le 11 novembre 1924 par la constitution apostolique Praedecessoribus Nostris du pape Pie XI en prenant sur le territoire de l'archidiocèse de Sucre dont Tarija devient le suffragant.

## Évêques
- Ramón Font y Farrés, C.M.F (17 novembre 1924 - 16 août 1947)
- Juan Niccolai, O.F.M (16 août 1947 - 11 décembre 1974)
- Abel Costas Montaño (11 décembre 1974 - 20 octobre 1995)
- Adhemar Esquivel Kohenque (20 octobre 1995 - 2 juin 2004)
- Francisco Javier Del Río Sendino (10 janvier 2006 - 11 octobre 2019)
- Jorge Ángel Saldías Pedraza, O.P (11 octobre 2019 - )